# الزفاف (رواية)
الزفاف هي إحدى روايات الروائية الأمريكية دانيال ستيل (بالإنجليزية The Wedding) وهي من الروايات الرومانسية.

## نبذة قصيرة
تدور أحداث الرواية عن زوجين من ممثلي هوليود استقرا في حياتهما الزوجية لعقود على عكس الطريقة الهوليودية في الحياة، واثمر زواجهم عن ثلاثة أبناء كبراهم تعمل محامية للفنانين وتستغرقها الحياة العملية إلى ان تلتقي بكاتب من نيويورك وتقرر الزواج فجأة. واثناء اعدادات الزفاف تظهر العديد من المشكلات الكامنة في العائلة ويحاول الجميع التغلب عليها بالصفح والامل في مستقبل أفضل.